# キャデラック・CTS

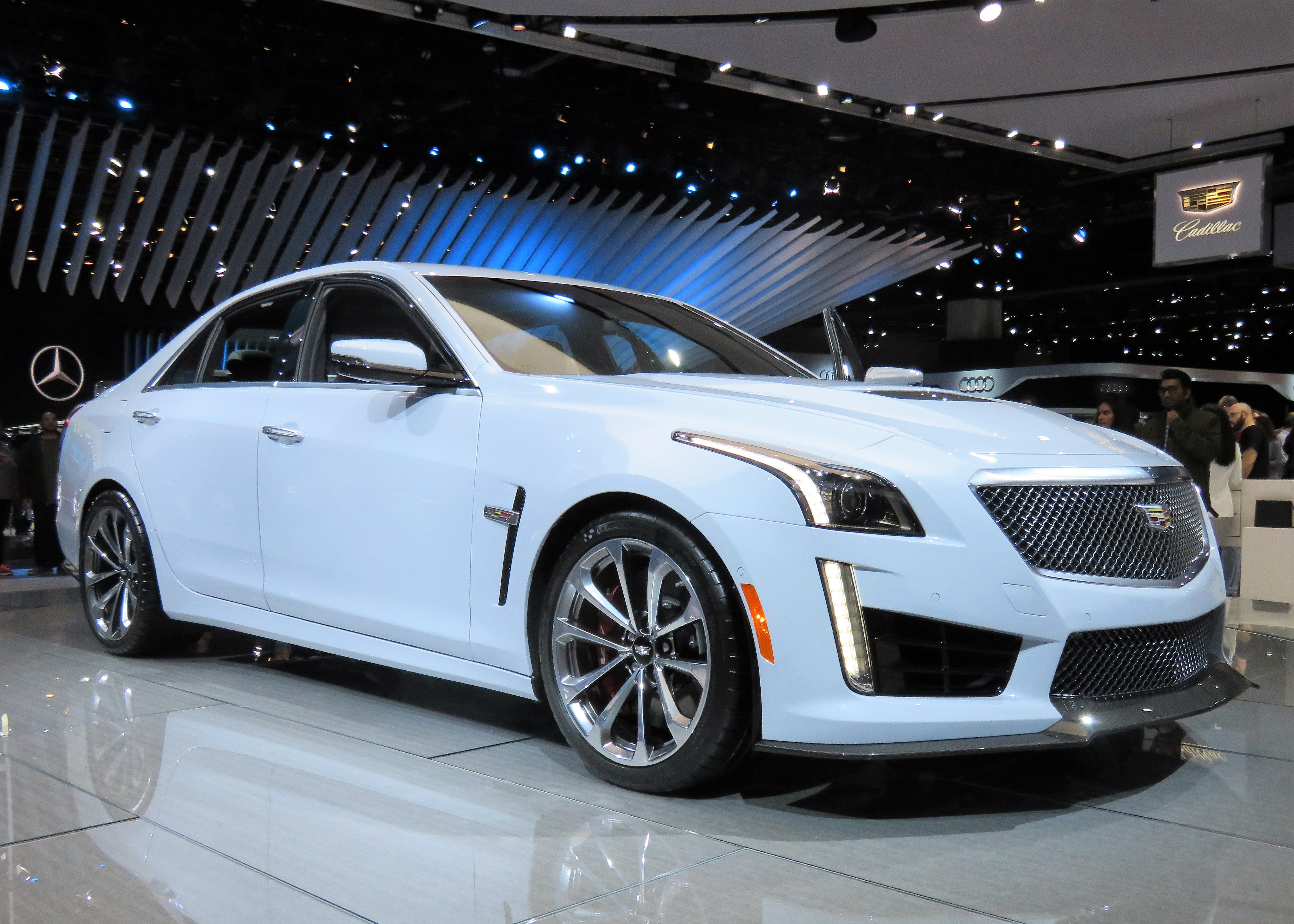
CTS-V

CTS (シーティーエス)は、GMが生産、キャデラックブランドで販売していた自動車である。

## 概要
従来キャデラックは北米市場のみに注力してきたため、その他の地域では「キャデラック車はあまりに大きすぎる」と評価されており、ヨーロッパやアジアなどの市場では販売がふるわない状態が続いていた。また、CTSデビュー当時の米国でのキャデラックオーナーの平均年齢はおよそ60歳であり、本国では「リタイヤした老人が乗るクルマ」というイメージが強かったため、より若い消費者に受け入れられる車の開発が急務であった。このような経緯から、これまでのキャデラックよりコンパクトでスポーティなCTSが誕生した。CTSの開発にあたっては、全く新しいFRプラットフォームの設計はもちろんのこと、ドイツ・ニュルブルクリンクサーキットでの3年にわたりテストを繰り返し走行性能を磨くなど、メルセデス・ベンツやBMWなどに代表される欧州製セダンを強く意識している。「アート&サイエンス」と呼ぶデザイン哲学に則った外観を持つ最初のモデルである。

## 初代 (2003-2008年)
2002年に発表された2003年モデルで、シグマ・アーキテクチャと呼ばれる新設計のプラットフォームを採用した後輪駆動車である。キャデラックはオイルショック以降、長年にわたり前輪駆動（FF）にこだわり続けていたが、このCTSは1988年のシマロン以前のキャデラック初期のMT車と同様に後輪駆動（FR）である。カテラの後継車種であり、北米最優秀自動車賞にノミネートされた。生産はアメリカ合衆国ミシガン州ランシングで行われ、2006年には中国でノックダウン生産 （北米設計のキャデラックでは初めての海外生産）を行っていたが、ノックダウン生産の関税の問題とこの地域の販売不振から再び米国からの輸入に切り替わった。
エンジンは元々220馬力（164kW）の3.2リッターV型6気筒「LA3」が搭載されていたが、2004年には可変バルブ機構を利用した3.6リッターV型6気筒「DOHC」が搭載され、255馬力（190kW）、252lbft（342nm）のトルクが可能になった。2005年からは3.2リッターエンジンの生産が始まり、CTSの廉価モデルとしてV型6気筒2.8リッターも登場した。またヨーロッパでの廉価モデルはそれまでの2.6リッターから2.8リッターに置き換えられた。2004年にはシボレー・コルベットと同じ5.7リッターV型8気筒を搭載した（2006年からは6.0リッター）高性能版のCTS-Vもラインナップに追加された。
トランスミッションは元々自社製「5L40-E」5速ATと、ゲトラグ製「ゲトラグ260」5速MTのどちらかが用意されていたが、ゲトラグ製5速MTは2005年にアイシン精機（現:アイシン）製「AY-6」6速MTに変更された。
日本では全てで5速AT、2004年4月モデルまでは2.6リッターもしくは3.2リッター、2004年11月モデルからは2.8リッターもしくは3.6リッターのV型6気筒版が発売され、一部の特別モデルを除き全てで左右ハンドルが選べる。また日本仕様である右ハンドル車では通常の右ハンドル輸入車では左側についているウインカーが日本国内向けの日本車と同様の右側についており、オプションでカーナビゲーションも用意されていた。しかし日本国内の販売台数は振るわなかった。

### その他
マトリックス リローデッドでは敵が乗るエスカレードEXTとともに派手なカーチェイスを演じ、マシンガンで蜂の巣にされたCTSの撮影用車両が映画のプロモーションとして世界各地で展示された。

### 日本国内
| モデル     | グレード       | 型式     | 排気量  | 変速機 | 燃料                   | 燃費    | ハンドル | 定価        |
| ---------- | -------------- | -------- | ------- | ------ | ---------------------- | ------- | -------- | ----------- |
| 2003年3月  | ベースグレード | GH-AD32F | 2,596cc | 5AT    | 無鉛プレミアムガソリン | 8.9km/L | 左右     | 4,950,000円 |
| 2003年3月  | ベースグレード | GH-AD33G | 3,174cc | 5AT    | 無鉛プレミアムガソリン | 7.9km/L | 左右     | 5,950,000円 |
| 2003年11月 | 2.6L           | GH-AD32F | 2,596cc | 5AT    | 無鉛プレミアムガソリン | 8.9km/L | 左右     | 4,950,000円 |
| 2003年11月 | 3.2L           | GH-AD33G | 3,174cc | 5AT    | 無鉛プレミアムガソリン | 7.9km/L | 左右     | 5,950,000円 |
| 2004年4月  | 2.6L           | GH-AD32F | 2,596cc | 5AT    | 無鉛プレミアムガソリン | 8.9km/L | 左右     | 5,197,500円 |
| 2004年4月  | 3.2L           | GH-AD33G | 3,174cc | 5AT    | 無鉛プレミアムガソリン | 7.9km/L | 左右     | 6,247,500円 |
| 2004年11月 | 2.8L           | GH-AD32G | 2,792cc | 5AT    | 無鉛プレミアムガソリン | 7.9km/L | 左右     | 4,980,000円 |
| 2004年11月 | 3.6L           | GH-AD33H | 3,564cc | 5AT    | 無鉛プレミアムガソリン | 7.8km/L | 左右     | 5,980,000円 |
| 2005年12月 | 2.8L           | GH-AD32G | 2,792cc | 5AT    | 無鉛レギュラーガソリン | 7.9km/L | 左右     | 4,695,000円 |
| 2005年12月 | 2.8L-V         | GH-AD32G | 2,792cc | 5AT    | 無鉛レギュラーガソリン | 7.9km/L | 左       | 4,995,000円 |
| 2005年12月 | 3.6L           | GH-AD33H | 3,564cc | 5AT    | 無鉛レギュラーガソリン | 7.8km/L | 左右     | 5,800,000円 |
| 2005年12月 | 3.6L-V         | GH-AD33H | 3,564cc | 5AT    | 無鉛レギュラーガソリン | 7.8km/L | 左       | 6,100,000円 |
| 2007年2月  | 2.8L           | GH-AD32G | 2,792cc | 5AT    | 無鉛レギュラーガソリン | 7.9km/L | 左右     | 4,799,000円 |
| 2007年2月  | 3.6L           | GH-AD33H | 3,564cc | 5AT    | 無鉛レギュラーガソリン | 7.8km/L | 左右     | 5,904,000円 |

## 2代目 (2008-2013年)
ゼネラルモーターズ副会長ボブ・ルッツが2006年4月2日、報道番組「60 Minutes」のインタビューで試作車を明らかにした。外観、内装共に2003年に発売されたコンセプトカー「キャデラック・シックスティーン」の影響を受けている。4月に行われたドイツ・ニュルブルクリングでの試作車による走行実験では、トランスミッションにマニュアルトランスミッションも用意されることなど、多くの性能や特徴が明らかになった。
2007年1月、ゼネラルモーターズはこの2008年モデルとして販売していた新型CTSをの北米国際自動車ショーに出品した。エンジンはベースモデルで可変バルブ機構を利用した3.6リッターの258馬力（192kW）でV型6気筒、252lbft（342Nm）のトルクが可能である。セカンドバージョンは無鉛レギュラーガソリン使用の304馬力（227kW）、274フィートポンド（371m）のトルクを発生させる新型3.6リッター直噴V型6気筒VVTエンジン。トランスミッションは自社製6速オートマチックトランスミッション「6L50」がすべてのモデルにおいて標準装備のほか、6速マニュアルトランスミッションが標準装備で用意される。また、オートマチックトランスミッションのみオプションで四輪駆動の設定ができる。サスペンションやブレーキ、ステアリングは前年に発売されたCTS-Vから一部改良され2代目CTSに標準で搭載されている。
標準装備は258馬力（192kW）3.6リッターのエンジン、17インチホイール・タイヤ、BOSEの8スピーカーステレオ、横滑り防止機構（スタビリトラック）、空気圧測定モニター、オンスターによるアフターサービス（北米のみ）。オプション装備はiPod接続端子、シートヒーター機能、回転式ヘッドライト、アメリカ国内の主要なランドマークやリアルタイム交通情報、天気予報を表示するナビゲーション、BOSE 5.1chデジタルサラウンド、40ギガバイトハードディスクドライブ、リモート起動などがある。
自動車雑誌「Motor Trend」によると、ゼネラルモーターズはアメリカでCTSのクーペとステーションワゴンバージョンを販売するにあたって、それらをヨーロッパ市場でも販売することに好感を示した。ヨーロッパでは2009年春にもキャデラック・CTSステーションワゴンの製造を開始すると予想され、2009年前半まで米国モデルキャデラック・SRXを段階的に廃止し、CTSステーションワゴンに置き換えられる見通し。同様にキャデラックはセダンとワゴンにおいてSAAB・9-3をベースモデルとしたヨーロッパ限定キャデラック・BLSを発売するとみられていたが、この計画はアルファ・カーの初公開まで保留されている。
オーストラリアとニュージーランドの両国では一時は撤退していたキャデラックブランドの再投入をこのCTSで2008年後半にも行う。
また、CTSの高性能版である「CTS-V」の2代目は2009年モデルとして2008年第4四半期に発売される。なお2代目のエンジンには2009年発売のコルベット・ZR1で使用される「LS9」をデチューンした「LSA」564馬力（410kW）が搭載された。標準装備のトランスミッションは6速オートマチックトランスミッション「6L90」で、オプションで6速マニュアルトランスミッション「TR-6060」が選べる。
日本では2007年10月22日に発表され、2008年1月より発売を開始したが、2008年モデルは左ハンドルのみの設定だった。2008年9月6日より販売される2009年モデルには右ハンドルの設定が復活し、同時にイギリス・オーストラリアでの販売も再開される予定である。また右ハンドル車のみ、GM車として初めて「エレクトリック（電気式）・パーキングブレーキ」を採用した。

### マイナーチェンジ（日本国内）
2010年1月に発売される2010年モデルでは、後述のCTSスポーツワゴンの導入に伴うマイナーチェンジにより、より細分化されて4グレードとなった。V6エンジンにおいては、これまでの214馬力（158kw）2.8リットルから3.0リットルの直噴タイプに変更された以外は変更は無い。グレードは3.6リットル車はプレミアムと3.0リットル車はスタンダード・ラグジュアリー・プレミアムが導入される。また同年の10月28日に発売された2011年モデルから車種名を「CTSスポーツセダン」と改名し、3.0プレミアムと3.6リットル車には、新たにリアビューカメラとサペリウッドトリム及びステアリングヒーターを搭載された以外は変更はない。その後、2012年1月23日に一部改良が行われた。この改良によりCTS-Vを除く全車がエコカー補助金の対象となった。また3.0リットル車のみに設定されていたラグジュアリーグレードはラインナップから外された。
| モデル    | グレード | 型式      | 排気量  | 変速機 | 燃料                   | 燃費    | ハンドル | 定価        |
| --------- | -------- | --------- | ------- | ------ | ---------------------- | ------- | -------- | ----------- |
| 2008年1月 | 2.8L     | ABA-X322A | 2,792cc | 6AT    | 無鉛レギュラーガソリン | 8.1km/L | 左       | 4,950,000円 |
| 2008年1月 | 3.6L     | ABA-X322B | 3,564cc | 6AT    | 無鉛レギュラーガソリン | 8.0km/L | 左       | 6,200,000円 |
| 2008年9月 | 2.8L     | ABA-X322A | 2,792cc | 6AT    | 無鉛レギュラーガソリン | 8.1km/L | 左右     | 4,995,000円 |
| 2008年9月 | 3.6L     | ABA-X322B | 3,564cc | 6AT    | 無鉛レギュラーガソリン | 8.0km/L | 左右     | 6,300,000円 |

### CTS-V

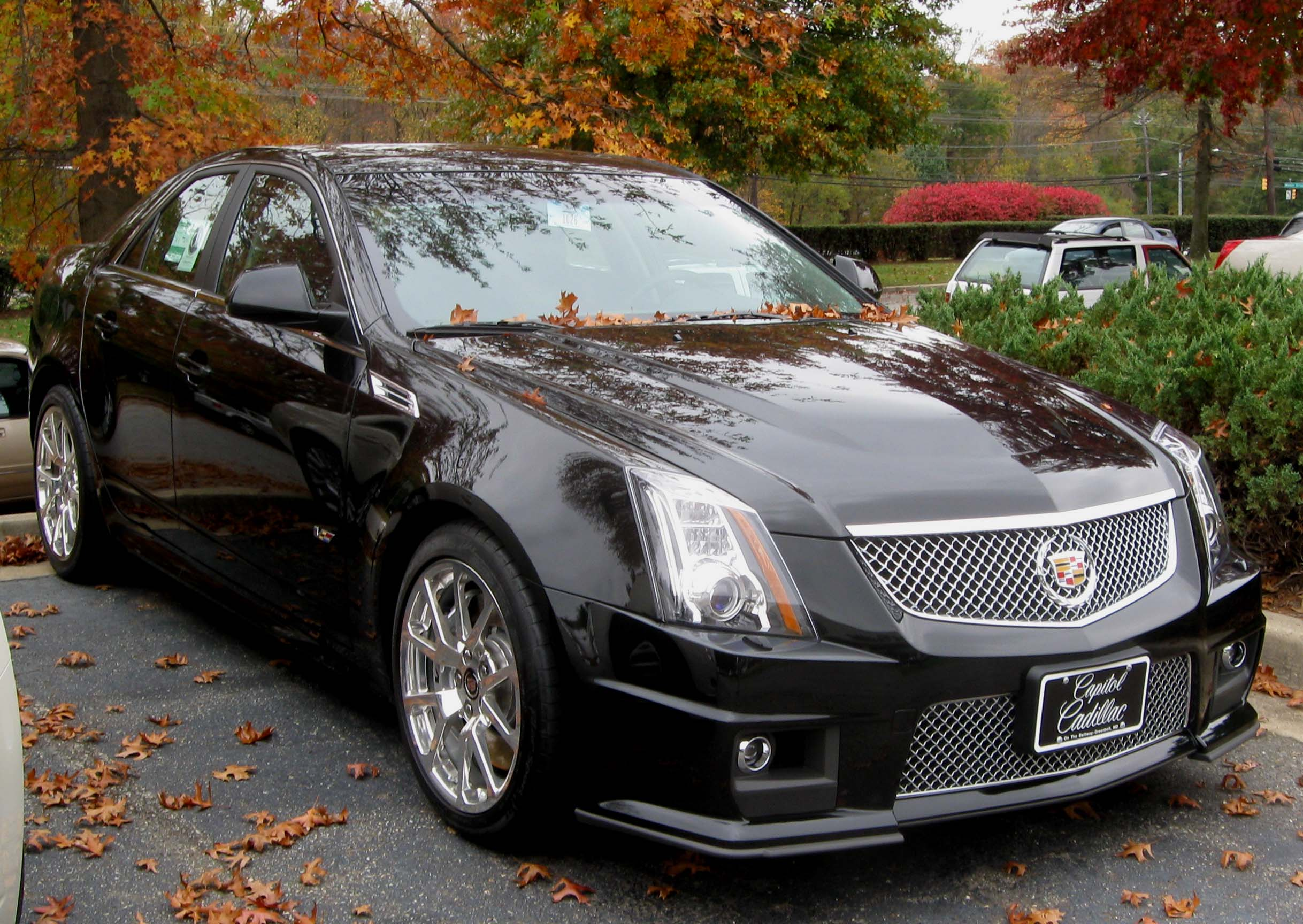
キャデラック・CTS-V

2008年CTS-Vは大きく変化し、 6.2リッタースーパーチャージャー付きの564PS/6,100rpm、トルク76.1/3,800rpmエンジンとなり、0～100km/hは3.9秒。6ATが採用され、セダン・クーペ・スポーツワゴンの3タイプが用意されているが、日本仕様ではスポーツワゴン以外は全て導入されている。

### CTSクーペ

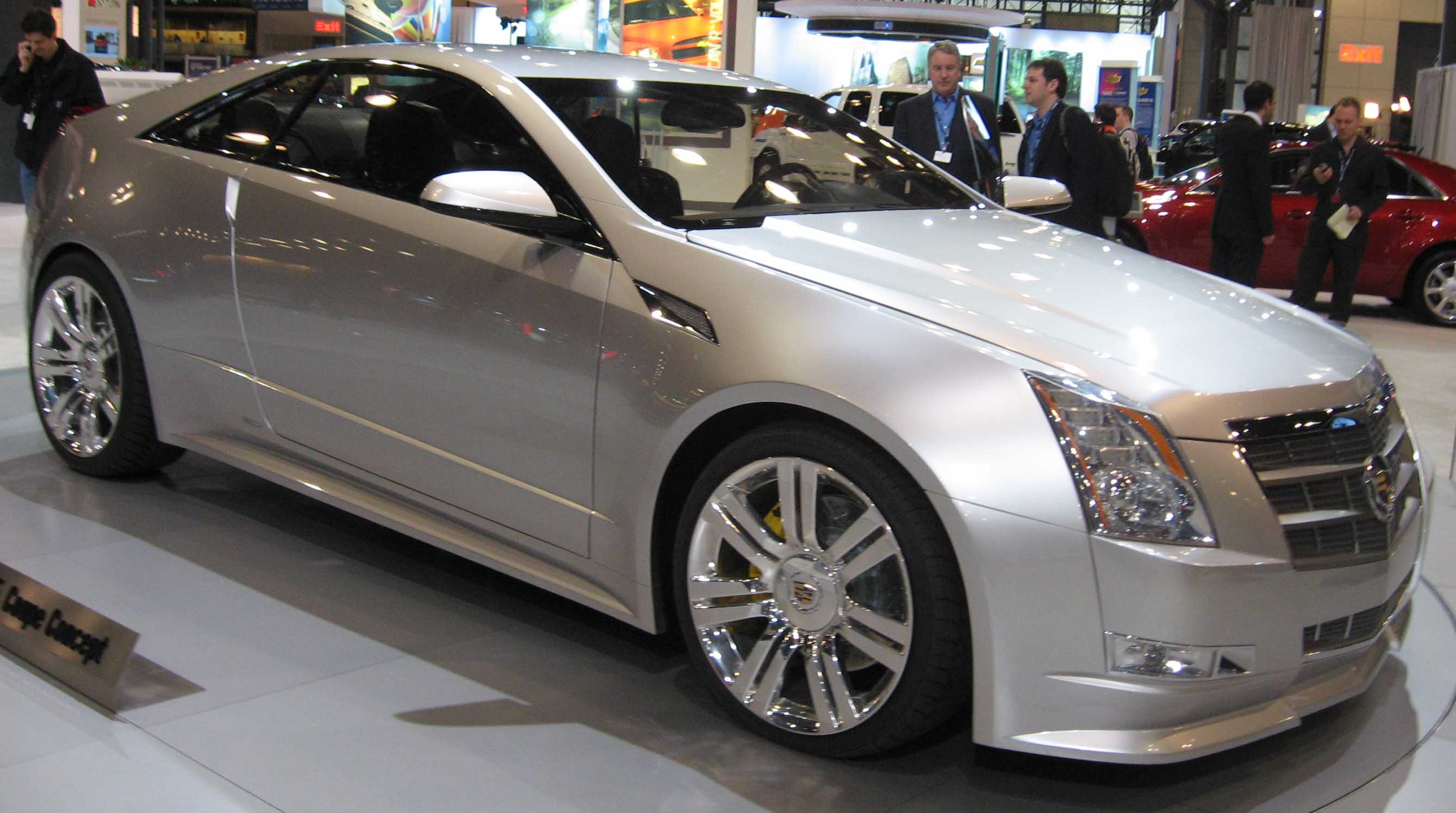
キャデラック・CTSクーペ

2008年1月13日、ゼネラルモーターズは北米国際自動車ショーで、CTS-Vセダンと並びCTSのクーペバージョンを初めて公開した。2009年11月、アメリカにて市販モデルを発表した。日本仕様では2010年の秋頃に導入された。標準仕様にあたる「CTSクーペ」（V型6気筒3.6リッター車）と「CTS-Vクーペ」の2種類が導入されたが、両モデルとも右ハンドル車の設定はなされていない。その後はスポーツセダン及びワゴン同様に2012年1月23日に一部改良が行われ、標準仕様がエコカー補助金の対象となった。

### CTSスポーツワゴン

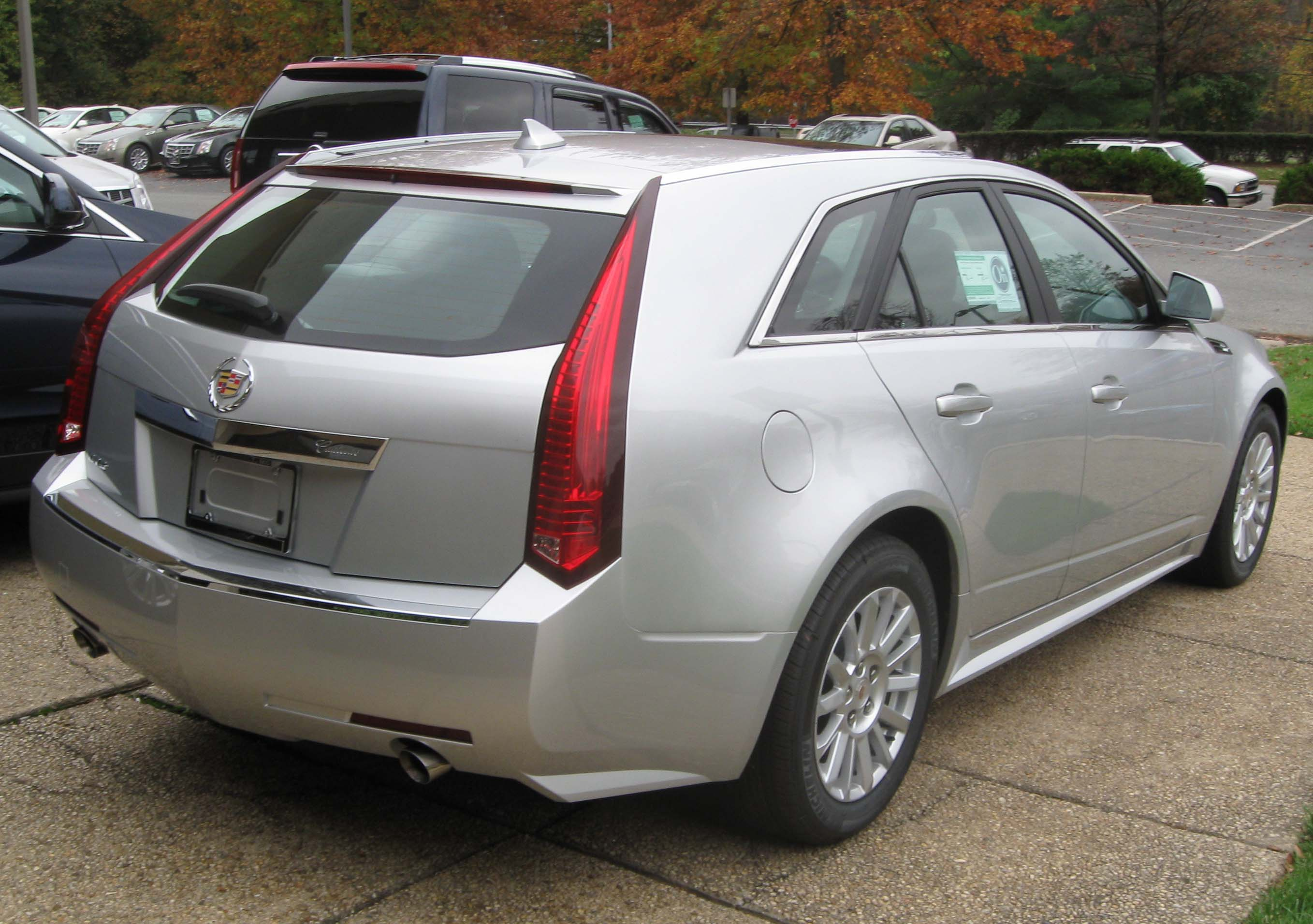
キャデラック・CTSスポーツワゴン

2010年の新型モデルとしてCTSワゴンバージョンが登場する。キャデラックブランドとしては初のステーションワゴンモデルである。
エンジンは、従来のV6 DOHC 3.6Lと新開発のV6 直噴DOHC 3.0Lの2種類を搭載している。駆動方式はFRとAWDの2種類が用意されている。米国ではCTS-Vタイプも用意されているが、日本への導入は未定となっている。
なお日本仕様では、2010年2月に導入され、駆動方式はFRのみである。グレードはセダンの2010年モデル同様に3.6リットル車はプレミアムと3.0リットル車はスタンダード・ラグジュアリー・プレミアムが導入される。ハンドル位置は、3.0スタンダードが右のみ。それ以外は左右用意されている。ただし、3.6リットル車と3.0スタンダード及び3.0ラグジュアリーならびにプラチナムの左ハンドル車は受注生産車扱いとなるので、キャデラックとしては珍しく右ハンドル中心のラインナップとなった。こちらもスポーツセダン及びクーペ同様に2012年1月23日に一部改良が行われ、全車がエコカー補助金の対象となった。それ以外はスポーツセダンに準じた構成となっている。

## 3代目 (2013-2019年)
2013年のニューヨークモーターショーでワールドプレミアされ、その後、アメリカで販売を開始した当代は、弟分であるATSが登場したことにより、サイズがひとまわり拡大されてEセグメント級の車格となった。その一方で、バリエーションをセダン1本とした上、「ダウンサイジングコンセプト」によりV8エンジンは廃止され、代わりにCTS初となる直列4気筒エンジンを採用した。この直列4気筒エンジンは軽量化と高出力、燃費向上を同時に狙ったユニットで、基本的にATSに搭載されるものと同一（2.0L直噴ターボ）であるが、各部のリファインにより最大トルクが向上している。
また、キャデラック初となるアルミニウムドアの採用をはじめ、各部に（トータル116mにも及ぶ）構造用接着剤やアルミニウムやマグネシウムを積極的に採用し、溶接にはスポット溶接を、そして前後重量配分をATS同様に50：50とすることで先代比で約100Kgもの軽量化と40％の剛性アップを達成している。但し、適切なハンドリングと乗り味、そして振動抑制を実現するため、リアサスペンションのサブフレームはあえてスチール製としている。
新機軸として採用された「マグネティック・ライドコントロール（磁性流体減衰力制御システム）」は7代目コルベット（C7）にも採用される高度なもので、0.001秒ごとに路面状況を検知し、0.005秒でダンピングを変化させる可変ダンピングシステムによって精密なボディコントロールを可能としている。
インテリアにはSRX、XTSに続いてインフォテイメントシステム「CUE（Cadillac User Experience）」が搭載され、BOSEサウンドシステムを採用し、手作業で仕上げられた本皮革シートやリアルカーボンファイバー、リアルウッドなどをふんだんに使用した。
日本市場では2013年12月4日に発表され、2014年4月12日から販売を開始。日本仕様は直列4気筒エンジン+6AT+左ハンドルの組み合わせのみとなり、グレードはボトムの「ラグジュアリー」と上級の「エレガンス」の2種であったが、のちの小改良で「プレミアム」の単一グレードに変更された。追って、ホットバージョンであるCTS-Vも投入され、こちらはベースである「Spec-A」と、安全装備やカーボンパーツをふんだんに盛り込んだ「Spec-B」の2種が設定される。
2016年3月、生産しているグランドリバー工場で従業員を一時解雇した。
2019年にて生産を終了した。後継車種は「CT5」「CT6」(一部上級グレード)となる。

## 車名
「CTS」はカテラ・ツーリング・セダン「Catera Touring Sedan」の意味である。